# Giovani cavalieri Jedi
Guerre stellari: Giovani cavalieri Jedi (Star Wars: Young Jedi Knights), spesso abbreviata in Giovani cavalieri Jedi, è una serie di romanzi per ragazzi facente parte dell'Universo espanso di Guerre stellari. Consiste in quattordici libri scritti da Kevin J. Anderson e Rebecca Moesta e pubblicati da Berkley Boulevard tra il 1995 e il 1998. L'editore Sperling & Kupfer ne ha tradotto e pubblicato in italiano i primi tre romanzi nel corso del 1998-1999.
La serie si svolge a cavallo del 23-24 ABY e segue l'addestramento di Jacen, Jaina Solo e di una nuova generazione di giovani Jedi da parte di Luke Skywalker. In essa vengono presentati per la prima volta diversi personaggi che saranno poi centrali nelle successive The New Jedi Order, la trilogia Dark Nest e Legacy of the Force.

## Trama
Nel 23 ABY i gemelli Jacen e Jaina Solo, il wookiee Lowbacca e la giovane Tenel Ka iniziano il loro addestramento Jedi al praxeum di Luke Skywalker. La prima sfida che devono affrontare è costituita dall'ex Jedi Brakiss, dalla strega di Dathomir Tamith Kai e dalla loro Accademia dell'Ombra, una piattaforma orbitante invisibile e pesantemente armata che funge da centro di addestramento per Jedi Oscuri al servizio dell'Imperial Remnant. L'Accademia dell'Ombra inizia a reclutare giovani sensibili alla Forza, tra cui l'amico d'infanzia dei gemelli Zekk, e acquisisce abbastanza potere per lanciare un attacco diretto alla capitale della Nuova Repubblica, Coruscant, e al praxeum Jedi. La Repubblica e i Jedi riescono però a prevalere, e l'Accademia è fatta saltare in aria dal leader dell'Imperial Remnant, un clone di Palpatine, uccidendo Brakiss nel processo.
In seguito, i giovani allievi dell'accademia Jedi devono fronteggiare la minaccia della Diversity Alliance, un'organizzazione terroristica ostile alla razza umana dopo anni di oppressione e segregazione imperiale, guidata dalla twi'lek Nolaa Tarkona. La Diversity Alliance intende appropriarsi di un laboratorio segreto di Palpatine per scatenare le sue armi biotecnologiche sugli umani, ma i Jedi riescono a distruggere la struttura, prima che Nolaa Tarkona stessa perisca a causa di una malattia e l'organizzazione si sciolga.
Nell'ultima parte Jacen e Jaina fanno la conoscenza di Anja Gallandro, la figlia di un pistolero ucciso in passato da Ian Solo e ora in cerca di vendetta contro la sua famiglia.

## Creazione e sviluppo
La serie Giovani cavalieri Jedi si inserisce nel solco di quanto già fatto da Kevin J. Anderson nella trilogia dell'Accademia Jedi e cioè di narrare l'addestramento e l'educazione di una nuova generazione di Jedi da parte di Luke Skywalker al fine di assicurare la protezione della Nuova Repubblica e della galassia.
Nella scrittura dei romanzi, Anderson e sua moglie Rebecca Moesta discutevano a grandi linee lo svolgimento e producevano una sinossi che veniva inviata alla Lucasfilm per riceverne l'approvazione. Una volta accettato, il progetto veniva ripartito in capitoli da scrivere, che i due si dividevano in base ai personaggi o alle linee narrative che preferivano: spesso Anderson trovava più semplice scrivere di Jacen Solo, mentre Moesta prediligeva adottare il punto di vista di Jaina. A scrittura ultimata, il manoscritto completo veniva riletto e corretto da entrambi.

## Opere
1. Gli eredi della Forza (Heirs of the Force, 1995)
2. L'accademia del lato oscuro (Shadow Academy, 1995)
3. Senza famiglia (The Lost Ones, 1995)
4. Lightsabers (1996)
5. Darkest Knight (1996)
6. Jedi Under Siege (1996)
7. Shards of Alderaan (1997)
8. Diversity Alliance (1997)
9. Delusions of Grandeur (1997)
10. Jedi Bounty (1997)
11. The Emperor's Plague (1998)
12. Return to Ord Mantell (1998)
13. Trouble on Cloud City (1998)
14. Crisis at Crystal Reef (1998)

## Accoglienza
Per via della sua natura più infantile e raggio d'azione limitato, la serie dei Giovani cavalieri Jedi è considerata dalla critica un prodotto che non può essere paragonato ai titoli migliori dell'Universo espanso. Nel suo piccolo, però, la serie venne giudicata riuscita e divertente per il proprio target e vennero apprezzati i contenuti educativi e i personaggi con cui è facile identificarsi.
L'autore Kevin J. Anderson si disse orgoglioso della risonanza che ebbero la serie e i suoi personaggi tra le file dei lettori e per gli sviluppi futuri del franchise di Guerre stellari.